# Zrzeszenie Producentów Samochodów „Polmo”
Zrzeszenie Producentów Samochodów „Polmo” powstało w wyniku przekształcenia Zjednoczenia Przemysłu Motoryzacyjnego Polmo.
W sierpniu 1983 r. w skład Zrzeszenia Producentów Samochodów Polmo wchodziły zakłady:
- Fabryka Samochodów Osobowych Polmo - Warszawa
- Fabryka Samochodów Małolitrażowych Polmo - Bielsko-Biała
- Fabryka Samochodów Ciężarowych im. F. Dzierżyńskiego Polmo - Starachowice
- Fabryka Samochodów Ciężarowych im. B. Bieruta Polmo - Lublin
- Jelczańskie Zakłady Samochodowe Polmo - Jelcz
- Sanocka Fabryka Autobusów Polmo-Autosan - Sanok
- Fabryka Samochodów Specjalizowanych Polmo-SHL - Kielce
- Fabryka Samochodów Dostawczych Polmo - Nysa
- Fabryka Samochodów Rolniczych Polmo - Poznań
- Fabryka Sprzętu Motoryzacyjnego Polmo - Praszka
- Fabryka Mechanizmów Samochodowych Polmo - Szczecin
- Fabryka Przekładni Samochodowych Polmo - Tczew
- Fabryka Osprzętu Samochodowego Polmo - Łódź
- Fabryka Amortyzatorów Polmo - Krosno
- Zakłady Metalurgiczne Przemysłu Motoryzacyjnego Polmo - Końskie
- Zakłady Sprzętu Motoryzacyjnego Polmo - Gorlice
- Zakłady Sprzętu Motoryzacyjnego Polmo - Brodnica
- Zakłady Sprzętu Motoryzacyjnego Polmo - Kalisz
- Fabryka Okładzin Ciernych Polmo - Marki k/ Warszawy
- Zakład Elektrotechniki Motoryzacyjnej Polmo - Świdnica
- Zakład Elektrotechniki Motoryzacyjnej Polmo - Warszawa
- Zakład Elektrotechniki Motoryzacyjnej Polmo - Duszniki-Zdrój
- Zakład Elektrotechniki Motoryzacyjnej Polmo - Kwidzyn
- Zakład Elektrotechniki Motoryzacyjnej Polmo - Rzeszów
- Fabryka Wyrobów z Proszków Spiekanych Polmo - Łomianki k/ Warszawy
- Przedsiębiorstwo Doświadczalno-Produkcyjne Obsługowych Urządzeń Samochodowych Polmozbyt im. Batalionu Czwartaków AL - Warszawa
- Przedsiębiorstwo Projektowania i Realizacji Inwestycji Motoprojekt - Warszawa